# Spielsprache
Spielsprachen bzw. Sprachspiele – auch Ludlings genannt – (nicht zu verwechseln mit dem philosophischen Begriff des Sprachspiels) sind spielerische Modifikationen vorhandener Sprachen nach bestimmten Regeln. Sie sind in vielen Regionen vor allem bei Kindern sehr beliebt und können eine positive Rolle beim Spracherwerb spielen. Gelegentlich werden einzelne Wörter aus Spielsprachen in den allgemeinen Wortschatz übernommen, etwa das englische Wort ixnay oder das französische Wort beur.
In der Linguistik werden Spielsprachen untersucht, um Antworten auf verschiedene Fragen aus der Phonologie zu finden.

## Klassifikation von Spielsprachen
Die Spielsprachen lassen sich je nach den eingesetzten Methoden klassifizieren:
- Einschub: An bestimmten Stellen von Silben oder Wörtern werden bestimmte Laute eingefügt.
- Verschiebung: Die erste oder die letzte Silbe eines Worts wird verschoben.
- Ersetzung: Bestimmte Laute werden ersetzt.
- Weglassung: Bestimmte Laute werden weggelassen.
- Kombinationen aus den vier anderen Methoden.

## Beispiele für Spielsprachen

### Spielsprachen mit Einschub

#### B-Sprache
In einigen Varianten von Spielsprachen, wie zum Beispiel der B-Sprache (in dieser BEBE-Sprabachebe genannt), werden Vokale verdoppelt und vorgegebene Buchstaben (hier also B) oder Silben eingefügt. Diphthonge zählen dabei entweder als einzelne Vokale oder werden zertrennt.
Beispiel: „Kabannst dubu mibir sabageben, wobo dubu hibinfabahreben wibillst?“ („Kannst du mir sagen, wo du hinfahren willst?“)
Diese Sprache war schon 1583 bekannt.
In Bibi Blocksberg taucht als „B-Sprache“ eine Sprache auf, in der die Silbe „-be-“ dem Wort voran- und nachgestellt, sowie zwischen den Wortsilben eingefügt wird (Berberitze → Beberbebeberitbezebe).

#### Räubersprache
Die Räubersprache ist eine Geheimsprache in den drei Romanen um Kalle Blomquist von Astrid Lindgren.
Dabei wird jeder Konsonant verdoppelt und ein „o“ dazwischen gesetzt.
So wird „Kalle Blomquist“ zu „Kokalollole Boblolomomquoquisostot“.
Siehe: Kalle Blomquist

#### Grüfnisch
Grüfnisch ist in der Schweiz unter Jugendlichen und Kindern eine verbreitete Spielsprache.
Diese Sprache wird von vielen Kindern und Jugendlichen auch als Geheimsprache benutzt.
Bei „Grüfnisch“ werden die Vokale a, e, i, o, u, ä, ö und ü durch anafa, enefe, inifi, onofo, unufu, änäfä, önöfö und ünüfü ersetzt (z. B.: „Hanafallonofo“ = „Hallo“).
Ausnahme: Bei Diphthongen/Zwielauten wird nur der erste verlängert (z. B. „au“ ⇒ „anafau“).
Diese Sprache war schon 1874 bekannt, damals als NF-Sprache bezeichnet.

#### Löffelsprache
Gesprochen wird in der Löffelsprache in Silben, das erleichtert die Aussprache, und ein fremder Zuhörer weiß nicht unbedingt, wann ein Wort zu Ende ist und wann nicht. Immer wenn ein Vokal kommt, wird dieser durch „selber Vokal + lew + selber Vokal“ ersetzt. Bei Diphthongen, die (gesprochen) mit a anfangen („ei“ und „au“) wird meistens aber eher „alew + selber Vokal“ verwendet. Also: 

e = elewe

a = alewa

i = ilewi

o = olewo

u = ulewu

ü = ülewü

ö = ölewö

ä = älewä

ei = eilewei oder auch alewei (z. B. „Ei“ = „Alewei“)

au = aulewau oder auch alewau (z. B. „Haus“ = „Haulewaus“)

ie = i(e)lewi(e)

eu = euleweu
Beispielsätze:
„Guten Morgen!“ = „Gulewutelewen Moleworgelewen!“ 

„Wann hast du Zeit?“ = „Walewann halewast dulewu Zeileweit?“ oder „Walewann halewast dulewu Zaleweit?“

„Wann kommst du zu mir?“ = „Walewann kolewommst dulewu zulewu milewir?“ 

„Wie geht es dir?“ = „Wielewie geleweht elewes dilewir?“ 

„Mir geht es gut!“ = „Millewir geleweht ellewes gullewut!“
Manche Leute benutzen außer „lew“ auch noch „lef“ und „lof“.

#### Hühnersprache
Nach jedem Vokal (Selbstlaut) wird ein „h“ eingefügt. Anschließend wird der Vokal wiederholt und die Silbe „-def-“ gesetzt. Zum Schluss wird der Vokal noch einmal wiederholt.
Beispiel: „Das Internet ist toll“. → Dahadefas Ihidefintehedefernehedefet ihidefist tohodefoll.

#### Erbsensprache
Die Erbsensprache entsteht durch Einschiebung des Wortes „Erbse“ (alternativ „rbse“) nach jedem Buchstaben eines Wortes.
Beispiel: Das Wort „Erbsensprache“ in die Erbsensprache übersetzt heißt: „Erbse rerbse berbse serbse erbse nerbse serbse perbse rerbse arbse cerbse herbse erbse“.

### Spielsprachen mit Verschiebung
In einigen Sprachen gibt es Spielsprachen, die darauf beruhen, dass die Silben verschoben werden, im Französischen zum Beispiel Verlan, im argentinischen Spanisch Vesre.

### Spielsprachen mit Kombinationen mehrerer Methoden

#### Pig Latin
Das Pig Latin kombiniert die Methoden der Verschiebung und des Einschubs. Der Anlaut der ersten Silbe wird ans Ende des Worts gesetzt und um eine Endung erweitert. So wird etwa das Wort scram zu am-scray. Eine Variante hiervon ist im deutschen Sprachraum die Kedelkloppersprook oder das Gänselatein.

#### Mattenenglisch
Das Mattenenglische kombiniert die Methoden der Verschiebung, des Einschubs und der Ersetzung. Wie im Pig Latin wird der Anlaut der ersten Silbe ans Ende des Worts gesetzt und um eine Endung erweitert. Zusätzlich wird der erste Vokal ersetzt. So wird das Wort Matte zu ytte-Mee.

#### Gibberisch
Die Bezeichnung Gibberisch (englisch: Gibberish) wird vor allem für eine völlig individuelle Phantasiesprache verwendet, die mit einem Synonym auch Grammelot genannt wird.
Bei dieser Form einer sprachlichen Artikulation gibt es keine Regeln; das Sprechen ist von jeglichen Aussagen befreit. Dieses Prinzip schafft vielfältige Möglichkeiten für Einzel- und Gruppenübungen, zum Beispiel im Rahmen der Improvisation und der Entspannungstechnik. Dabei muss der eigentliche Sprechakt über keine kontrollierte Bindung an Inhalte mehr verfügen. Die jeweiligen Akteure können sich so auf das Spiel bzw. die Entspannung konzentrieren.

### Beispieltexte
| Sprache        | Guten Morgen!                                                             | Wie geht es dir?                                                                | Mir geht es gut!                                                                 |
| -------------- | ------------------------------------------------------------------------- | ------------------------------------------------------------------------------- | -------------------------------------------------------------------------------- |
| B-Sprache      | Gubuteben Moborgeben!                                                     | Wibie gebeht ebes dibir?                                                        | Mibir gebeht ebes gubut!                                                         |
| Räubersprache  | Gogutotenon Momorgogenon!                                                 | Wowie gogehohtot esos dodiror?                                                  | Momiror gogehohtot esos gogutot!                                                 |
| Grüfnisch      | Gunufutenefen Monoforgenefen!                                             | Winifie genefeht enefes dinifir?                                                | Minifir genefeht enefes gunufut!                                                 |
| Löffelsprache  | Gulewutelewen Moleworgelewen!                                             | Wilewie geleweht elewes dilewir?                                                | Milewir geleweht elewes gulewut!                                                 |
| Hühnersprache  | Guhudefutehedefen Mohodeforgehedefen!                                     | Wiehiedefie gehedefeht ehedefes dihidefir?                                      | Mihidefir gehedefeht ehedefes guhudefut!                                         |
| Erbsensprache  | Gerbse urbse terbse erbse nerbse Merbse orbse rerbse gerbse erbse nerbse! | Werbse irbse erbse gerbse erbse herbse terbse erbse serbse derbse irbse rerbse? | Merbse irbse rerbse gerbse erbse herbse terbse erbse serbse gerbse urbse terbse! |
| Pig Latin      | utengay orgenmay!                                                         | ieway ehtgay esyay irday?                                                       | irmay ehtgay esyay utgay!                                                        |
| Mattenenglisch | Iten'ge Irgen'me!                                                         | Ie'we it'ge is'e ir'de?                                                         | Ir'me it'ge is'e it'ge!                                                          |